# Ланчоле (Пистоја)
Ланчоле је насеље у Италији у округу Пистоја, региону Тоскана.
Према процени из 2011. у насељу је живело 56 становника. Насеље се налази на надморској висини од 603 м.